# Łucja Frey-Gottesman
Łucja Frey-Gottesman (ur. 3 listopada 1889 we Lwowie, zm. 1942?) – polska lekarka żydowskiego pochodzenia, neurolog. Autorka jednego z pierwszych opisów zespołu neurologicznego, nazwanego na jej cześć zespołem Łucji Frey. Zginęła podczas Holokaustu, prawdopodobnie zamordowana w lwowskim getcie.

## Życiorys
Była córką dostawcy budowlanego Szymona Symchy Freya i Diny z domu Weinreb. Rodzina Freyów należała do zasymilowanych lwowskich Żydów; Łucja jako język ojczysty wskazywała polski. W latach 1896–1900 uczęszczała do katolickiej szkoły powszechnej przy klasztorze benedyktynek, następnie do żydowskiego gimnazjum dla dziewcząt Goldblatta-Kammerlinga (od 1900 do 1907 r.). 10 listopada 1907 r. zdała egzaminy dojrzałości jako ekstern w Gimnazjum Franciszka Józefa. Rozpoczęła studia filozoficzne na Uniwersytecie Lwowskim, być może zmieniła później kierunek na matematyczny. Uczyła się m.in. u Mariana Smoluchowskiego, od 1908 do 1912 roku. Według własnoręcznie napisanego życiorysu zdała egzaminy nauczycielskie w 1913 roku. 
W 1917 roku we Lwowie rozpoczęła studia medyczne. Na rok przerwała studia w 1918, podając za powód wojnę polsko-ukraińską: w tym czasie miała pracować w Szpitalu Krajowym we Lwowie, na oddziale nerwowo-psychiatrycznym u prof. Kazimierza Orzechowskiego. Po czterech semestrach studiów we Lwowie kontynuowała je w Warszawie, jeszcze przed ich ukończeniem została zatrudniona w klinice neurologicznej Orzechowskiego (powołanego w 1920 roku na katedrę w Warszawie) jako młodszy asystent. Studia ukończyła 20 lutego 1921 r.; od czerwca 1922 do maja 1923 r. zdała szereg egzaminów końcowych, w tym egzamin z neurologii u prof. Orzechowskiego na ocenę celującą. Dyplom ukończenia studiów otrzymała w wieku 34 lat, 23 czerwca 1923 roku (spotykana nieprawdopodobna data 1913). W latach 1923–28 była starszym asystentem w klinice neurologicznej w Warszawie. Przypuszczalnie w roku 1924 odbyła staż. Podczas pobytu w Warszawie mieszkała w budynku kliniki przy ul. Nowogrodzkiej 59. 
W 1929 roku powróciła do Lwowa, najprawdopodobniej z powodów osobistych – wyszła wtedy za adwokata Marka (Mordechaja) Gottesmana. Od maja 1929 roku była lekarzem w Szpitalu Gminy Wyznaniowej Żydowskiej przy ul. Rappaporta 8 we Lwowie. Mieszkała w tym czasie razem z mężem i teściami w mieszkaniu przy ul. Zygmuntowskiej 12.
W 1930 roku urodziła córkę Danutę. W 1932 roku rodzina Freyów przeniosła się do nowego mieszkania przy ul. Sykstuskiej 35. Informacje o drugim dziecku, urodzonym w 1919 roku Jakubie, pochodzą z jednego tylko źródła – świadectwa szwagierki Łucji Frey, Hedwy Balat z domu Gottesman, złożonego w 1955 roku w instytucie Jad Waszem.
Po wybuchu II wojny światowej i wkroczeniu wojsk radzieckich do Lwowa Marek Gottesman został aresztowany przez NKWD pod zarzutem działalności kontrrewolucyjnej i najprawdopodobniej zamordowany. Po zajęciu miasta przez Niemców Łucja Frey znalazła się w getcie. Tam pracowała w II Klinice (II. Ghettopoliklinik) przy ul. Zamarstynowskiej 112. Ostatni dowód na to, że Łucja Frey była przy życiu, pochodzi z 1 kwietnia 1942 roku; jest nim wypełniony kwestionariusz osobowy o kartę pozwolenia na pracę (Fragebogen zur erstmaligen Meldung der Heilberufe) o numerze porządkowym 144, wystawiony przez władze niemieckie. Mieszkała wówczas pod adresem Balonowa 6 m. 12. 20 sierpnia 1942 niemal wszyscy pacjenci i personel medyczny kliniki w getcie (przynajmniej 400 osób) zostali zamordowani. Łucja Frey zginęła wtedy lub też została deportowana między 10 a 22 sierpnia do niemieckiego obozu zagłady w Bełżcu. Niektórzy biografowie podają 1943 (w czerwcu miała miejsce likwidacja getta lwowskiego) jako datę śmierci Łucji Frey. Nie wiadomo nic o losach rodziny Łucji Frey, jej córki Danuty, domniemanego syna Jakuba, męża, rodziców i teściów. 
Najwcześniejsze wspomnienie o Łucji Frey napisał Eufemiusz Herman, autor artykułu wspomnieniowego na łamach „Neurologii Polskiej” w 1950 roku oraz rozdziału poświęconego tej lekarce w monografii Neurolodzy polscy z 1958 roku. W ostatnich dwudziestu latach w czasopismach neurologicznych i otorynolaryngologicznych ukazał się szereg artykułów przybliżających postać Łucji Frey. Jak dotąd najszerszym opracowaniem poświęconym życiu jest dysertacja doktorska Mirjam Moltrecht „Dr. med. Łucja Frey. Eine Ärztin aus Lwów 1889-1942. Rekonstruktion eines Lebens” (Lipsk, 2004), opublikowana później jako biografia w wydawnictwie Hartung Gorre. Mimo to imię Frey często jest pomijane lub przeinaczane, nawet w specjalistycznych wydawnictwach („Lucy” albo „Lucie”). Niekiedy jako daty urodzenia i śmierci podawane są lata życia austriackiego lekarza i fizjologa Maximiliana Rupperta Franza von Freya.
Eufemiusz Herman napisał o niej:

Nad wyraz skromna, cicha, o mrówczej pracowitości, odznaczała się w stopniu niemałym inwencją twórczą. Wszystkie jej prace naukowe cechuje niezwykła dokładność, dążenia do wszechstronnego poznania badanego zagadnienia oraz poważna znajomość przedmiotu [...] Chociaż spuścizna naukowa Łucji Frey nie jest zbyt wielka, to jednak każda jej praca opublikowana posiada duży ciężar naukowy, pozostawiając w światowym dorobku naukowym trwały ślad.

## Dorobek naukowy
Praca Frey o zespole nerwu uszno-skroniowego, znanym dziś w piśmiennictwie polskim jako zespół Łucji Frey, a w anglojęzycznym jako Frey's syndrome, ukazała się w 1923 roku na łamach „Polskiej Gazety Lekarskiej”, i w tym samym roku po francusku w „Revue Neurologique”. 
Przypadek opisany w tej pracy został przedstawiony na spotkaniu Towarzystwa Lekarzy Szpitala Dzieciątka Jezus i w Towarzystwie Neurologicznym w Warszawie 20 stycznia 1923 roku. Opisany został następująco:

Ch. B., 25-letni trykociarz, został raniony w końcu roku 1920 kulą karabinową poza kątem żuchwy po stronie lewej. Mimo że rana była powierzchowna, chory bezpośrednio po zranieniu stracił przytomność, tak że nie wie, kiedy został przywieziony do szpitala. Tu po odzyskaniu przytomności zauważył, że cała lewa połowa twarzy jest silnie obrzmiała. Po tygodniu zapadł na dur powrotny, a w cztery tygodnie później na dur plamisty. Przez cały czas trwania tych chorób policzek lewy był obrzmiały, a mniej więcej w cztery miesiące po zranieniu zaczęła wyciekać z ucha ropa. Otiatra stwierdził wówczas (w marcu 1921) przetokę w przewodzie zewnętrznym przy nieuszkodzonej błonie bębenkowej. Wykonano nacięcie w miejscu pierwotnego zranienia, potem obrzęk zaczął ustępować, a twarz wróciła z czasem do stanu normalnego. Mniej więcej w miesiąc po operacji zauważył chory, że podczas jedzenia poci się po lewej stronie twarzy doznając równocześnie uczucia gorąca w tej okolicy. Z czasem pocenie to nasilało się, a od roku stało się tak znaczne, że otoczenie zaczęło zwracać na to uwagę. Zresztą chory nie odczuwa żadnych dolegliwości a zasięga porady lekarskiej z powodu wstydu, „ludzie bowiem sądzą, że je tak żarłocznie”.

Nie był to jednak pierwszy opis tego zespołu objawów w piśmiennictwie. Poprzednikami Frey byli Kastremsky (1740), Duphenix (1757), Barthez (1806), Dupuy (1816), Brown-Sequard (1849), Baillarger (1853), Henle (1855), Berard (1855), Bergounhioux (1859), Rouyer (1859), Botkin (1875), Parkes Weber (1897), Gordon B. New i Hermann E. Bozer (1922) oraz Lipsztat (1922). Brown-Sequard i Henle opisali własne objawy. Wszystkie te obserwacje były jednak niekompletne i nie przedstawiały możliwego patomechanizmu zjawiska pocenia smakowego. Praca Frey „Przypadek zespołu nerwu usznoskroniowego„ („Le Syndrome du Nerf Auriculo-Temporal”) jest uważana za pierwsze takie przedstawienie zespołu w piśmiennictwie światowym. Frey była pierwszą która uznała zespół za schorzenie dotyczące zarówno włókien nerwowych współczulnych jak i przywspółczulnych. 
Eponim zespołu Frey wprowadzili do medycyny Higier w 1926 i Bassoe w 1932 roku. W uznaniu innych badaczy stosuje się czasem nazwy zespołu Baillargera, zespołu Frey-Baillargera czy zespołu Dupuy.
Poza tą najważniejszą pracą, Frey publikowała na temat wpływu trucizn roślinnych na zwyrodnienie rdzenia kręgowego, anatomii topograficznej pnia mózgu, stwardnienia zanikowego bocznego (choroby Charcota), przypadków kazuistycznych malformacji naczyniowych rdzenia kręgowego, torbieli trzeciej komory mózgu, guzów stoku, płata czołowego, i guzów retrosplejalnych (zlokalizowanych do tyłu od płata (splenium) ciała modzelowatego). Większość prac napisała sama; cztery razem z profesorem Orzechowskim, jedną, poświęconą dziedzicznym chorobom układu nerwowego, z neuropatologiem Opalskim. Opis synchronicznych malformacji naczyniowych rdzenia jej autorstwa był pierwszym w światowej literaturze.
Wśród prac Łucji Frey brak dysertacji doktorskiej; informacji o takiej pracy nie podają dość kompletne spisy przedwojennych dysertacji Uniwersytetu Warszawskiego. Tym samym wydaje się prawdopodobne, że użyty przez Hermana tytuł „Dr med.” oznacza tyle co „doktor wszechnauk medycznych”, czyli lekarz, a nie akademicki tytuł „doktora medycyny”.

## Lista prac
- Przypadek podrażnienia nerwu usznoskroniowego. „Pamiętnik Kliniczny Szpitala Dzieciątka Jezus”. 8, s. 1-2, 1923.
- Przypadek zakrzepu tętnicy móżdżkowej. „Pamiętnik Kliniczny Szpitala Dzieciątka Jezus”. 8, s. 24, 1923.
- Przypadek zespołu bocznej ściany zatoki jamistej (Zespół Feix). „Pamiętnik Kliniczny Szpitala Dzieciątka Jezus”. 8, s. 8-9, 1923.
- Przypadek zespołu nerwu usznoskroniowego. „Polska Gazeta Lekarska”. 41, s. 708-710, 1923.
- Le syndrome du nerf auriculo-temporal. „Revue Neurologique”. 2 (2), s. 97-104, 1923.
- O działaniu jadów wegetatywnych na drżenie włókienkowe w sprawach zanikowych pochodzenia rdzeniowego. „Medycyna Doświadczalna i Społeczna”. 5 (5-6), s. 379-387, 1925.
- Przyczynki do nauki o topografii w trzonie mózgowym. Ogniska boczne i środkowe w rdzeniu przedłużonym. „Neurologia Polska”. 8 (2), s. 124-142, 1925.
- Przyczynki do nauki o topografii w trzonie mózgowym. Ogniska w wyższych piętrach mostu Varola. „Polska Gazeta Lekarska”. 15, s. 335-338, 1925.
- Przypadek chorego z guzem stoku Blumenbacha. „Polska Gazeta Lekarska”. 14, s. 328, 1925.
- Przypadek guza stoku Blumenbacha. „Pamiętnik Kliniczny Szpitala Dzieciątka Jezus”. 9, s. 6-7, 1925.
- Przypadek zapalenia nerwów posurowiczego. „Neurologia Polska”. 8, s. 340-341, 1925.
- Frey Ł. Orzechowski K. Zmiany anatomiczne w chorobie Charcota. „Neurologia Polska”. 8 (3-4), s. 196-219, 1925.
- Frey Ł. Orzechowski K. Zmiany anatomiczne w chorobie Charcota. „Księga Pamiątkowa XII Zjazdu Lek Przyr”. 2, s. 145, 1925/26.
- O działaniu jadów wegetatywnych na drżenie włókienkowe w sprawach zanikowych pochodzenia rdzeniowego. „Księga Pamiątkowa XII Zjazdu Lek Przyr”. 2, s. 158, 1925/26.
- Étude anatomo-pathologique d’un cas d’anévrisme cirsoide de la moelle. „Revue Neurologique”. 1, s. 709, 1926.
- Pokaz mózgu z torbielą III komory. „Warszawskie Czasopismo Lekarskie”. 14, s. 192, 1926.
- Preparat torbieli III-ej komory. „Polska Gazeta Lekarska”. 16, s. 312, 1926.
- Przypadek cierpienia rodzinno-dziedzicznego, dotyczącego głównie kończyn dolnych. „Warszawskie Czasopismo Lekarskie”. 4, s. 193, 1926.
- Przypadek myelitis. „Polska Gazeta Lekarska”. 50, s. 955, 1926.
- Przypadek tętniaka splotowatego rdzenia. „Neurologia Polska”. 9 (1-2), s. 21-30, 1926.
- Przypadek tętniaka splotowatego rdzenia. „Nowiny Psych”. 9 (1-2), s. 21-28, 1926.
- Frey Ł. Orzechowski K. Sur l’histopathologie de la maladie de Charcot. „Revue Neurologique”. 2 (2), s. 188, 1926.
- Torbiel III komory. Brak objawów lejkowych przy zupełnym zniszczeniu dna III komory. „Nowiny Lekarskie”. 38, s. 289-292, 1926.
- Przypadek tętniaka splotowatego rdzenia. „Neurologia Polska”. 10 (3-4), s. 346-347, 1927.
- Kyste du III ventricule. Destruction totale de la région infundibulaire sans signes dits hypophysiaires. „Revue Neurologique”. 2, s. 413, 1927.
- Kyste du III ventricule. Destruction totale de la région infundibulaire sans signes dits hypophysiaires. „L Encéphale”. 22, s. 21-26, 1927.
- Paraplegia spastica heredofamiliris. „Neurologia Polska”. 10 (1), s. 58, 1927.
- Przypadek: Osteoarthropatiae vertebralis tabidorum. „Pamiętnik Kliniczny Szpitala Dzieciątka Jezus”. 10, s. 30-32, 1927.
- Frey Ł. Opalski A. Przyczynki kliniczne do studjum nad schorzeniami dziedzicznemi układu nerwowego. „Polska Gazeta Lekarska”. 15 (6), s. 277-280, 1927.
  - także osobno, Przyczynki kliniczne do studjum nad schorzeniami dziedzicznemi układu nerwowego. Kraków-Lwów 1927 12 ss.
- Rdzeń i preparaty drobnowidzowe z przypadku tętniaka splotowatego rdzenia. „Polska Gazeta Lekarska”. 22, s. 431, 1927.
- Etude anatomo-clinique d’un cas d’anévrisme cirsoide de la moelle. „Pamiętnik I Zjazdu Anatomo-Zoologicznego w Warszawie”, s. 98-99, 1927.
- Frey Ł. Orzechowski K. Neurirétinite unilatérale due à une Highmorite du même coté, améliorée après une ponction du sinus maxillaire. Lésions pagétoides dans les os de la voute cranienne décelées à la radiographie. „Revue Neurologique”. 2, s. 284, 1927.
- Frey Ł. Drozdowicz. Neuroretinitis jednego oka przy zajęciu jamy Highmor'a tej że strony u osobnika z czaszką Pagetowską. „Neurologia Polska”. 11 (2), s. 246-248, 1928.
- Przypadek guza retrosplejalnego. „Neurologia Polska”. 11 (3-4), s. 319-320, 1928.
- Przypadek guza retrosplejalnego. „Polska Gazeta Lekarska”. 14, s. 261, 1928.
- Przypadek operowanego guza śródbłonka mózgu. „Polska Gazeta Lekarska”. 8, s. 150, 1928.
- Frey Ł. Sławiński. Przypadek operowany śródbłoniaka płata czołowego. „Neurologia Polska”. 11 (3-4), s. 312, 1928.
- Przypadek: Osteoarthropatiae vertebralis tabidorum. „Neurologia Polska”. 11 (1), s. 128-130, 1928.
- Przypadek sympatomatu rdzenia kręgowego. „Neurologia Polska”. 11 (1), s. 125-127, 1928.
- Przypadek śródbłoniaka płata czołowego wyłuszczonego pomyślnie. „Polska Gazeta Lekarska”. 20, s. 373-376, 1928.
- Urazowe podrażnienie nerwów promieniowego i mięśniowo-skórnego z przerwaniem kilku ścięgien. „Neurologia Polska”. 11 (3-4), s. 350-351, 1928.
- Étude anatomo-clinique d’un cas d’anévrisme cirsoide de la moelle épinière. „Annales D'anatomie Pathologique”. 5, s. 971-979, 1928.